# Tetraponera anthracina
Tetraponera anthracina é uma espécie de formiga do gênero Tetraponera, pertencente à subfamília Pseudomyrmecinae.